# هوایی (آلبوم)
«هوایی» (به انگلیسی: Aerial) آلبومی از هنرمند اهل بریتانیا کیت بوش است که در سال ۲۰۰۵ میلادی منتشر شد.